# Siwarny Żleb

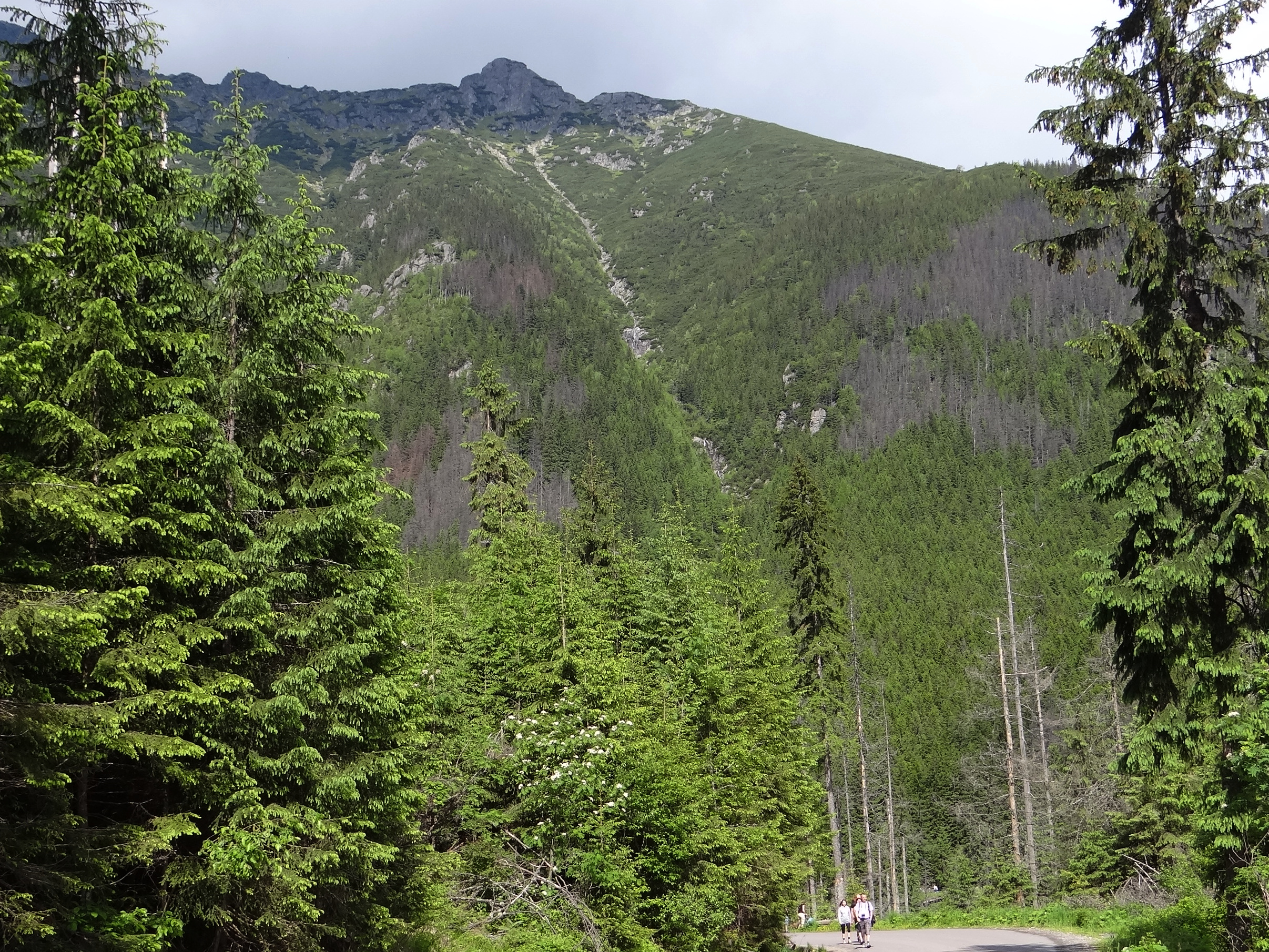
Turnia nad Dziadem i Siwarny Żleb, widok z szosy do Morskiego Oka

Siwarny Żleb – żleb w masywie Wołoszyna w polskich Tatrach Wysokich, znajdujący się w jego stokach opadających do Doliny Roztoki. Opada spod Turni nad Dziadem w kierunku południowo-wschodnim i uchodzi do Doliny Roztoki przy Wodogrzmotach Mickiewicza. Jego wylot przecina szosa do Morskiego Oka i z szosy tej żleb jest dobrze widoczny. Dnem żlebu spływa potok uchodzący do potoku Roztoka.
Siwarny Żleb opada z wysokości około 1850 m, a wylot ma na wysokości ok. 1145 m, tak więc jego względna wysokość wynosi ponad 700 m. Jest głęboko wcięty w stoki Wołoszyna, jego dno jest skaliste, a zbocza porośnięte lasem lub kosodrzewiną. Rośnie w nim rzadka w Polsce sosna drzewokosa.